# Лундгрен, Лудвиг-Перссон
Лудвиг-Перссон Лундгрен (швед. Ludvig Persson Lundgren, 3 марта 1789, Юнгбю — 15 сентября 1853, Стокгольм) — шведский медальер и резчик монетных штемпелей. Отец медальера Леи Альборн.

## Биография

Медаль с портретом Карла XIV Юхана, подпись — «LUNDGREN F.»

В 1813—1816 годах обучался в Стокгольмской академии искусств. В 1818—1822 годах работал гравёром по стали у придворного гравёра Сальма Сальмсона. С 1830 года работал на монетном дворе Швеции.
Создал ряд монетных штемпелей, а также многочисленные медали: портретные, в честь исторических событий, медали для академий, обществ, выставок и т. п.
К его лучшим работам относят медали в честь шведских королей Карла XIV Юхана и Оскара I, медика Пера фон Афцелиуса и адмирала Густава аф Клинта.
Свои работы подписывал: «L.P.L.», «P.L.», «L.P.LUNDGREN F.», «L.P.LUNDGREN FEC», «LUNDGREN F.».